# Phylan gibbus
Phylan gibbus – gatunek chrząszcza z rodziny czarnuchowatych i podrodziny Tenebrioninae. Zamieszkuje wybrzeża morskie Europy.

## Taksonomia
Gatunek ten opisany został po raz pierwszy w 1775 roku przez Johana Christiana Fabriciusa pod nazwą Opatrum gibbum. W rodzaju Phylan umieszczony został w 1828 roku przez Christiana von Stevena i stanowi dlań gatunek typowy.

## Morfologia
Chrząszcz o owalnym w zarysie, słabo wypukłym ciele długości od 7 do 9 mm, ubarwionym jednolicie czarno, zarówno z wierzchu, jak i od spodu błyszczącym, porośniętym skąpym, bardzo krótkim, niemal niedostrzegalnym owłosieniem.
Głowa jest poprzeczna, grubo i gęsto punktowana, po bokach czoła pomarszczona, o owalnie wyciętym nadustku o całkowicie podzielonych występami policzków oczach.
Przedplecze jest w zarysie prostokątne, szeroko zaokrąglone, najszersze w pobliżu środka, pokryte bardzo gęstym, miejscami tworzącym smużki punktowaniem, po bokach ponadto pomarszczone. Krawędzie boczne i tylna obrzeżone są listewką. Tarczka jest poprzeczna i bardzo krótka. Pokrywy mają dobrze zaznaczone kąty barkowe, równoległe boki, wyraźnie zagłębione i grubo punktowane rzędy oraz rzadziej niż przedplecze punktowane i delikatnie pomarszczone poprzecznie międzyrzędy. Stopy przedniej pary u samicy mają kwadratowe człony z kilkoma szczecinkami bocznymi, u samca człony sercowato rozszerzone i od spodu z złotawymi kępkami. Golenie pary środkowej i tylnej są u samca wyposażone w szczoteczki jasnych włosków po stronie wewnętrznej, u samicy zaś nagie. Ponadto golenie środkowej pary są u samicy chudsze niż u samca.
U samca pierwszy i drugi spośród widocznych sternitów odwłoka zaopatrzone są w podłużne wgłębienie środkowe, u samicy pozbawione takowego.

## Ekologia i występowanie

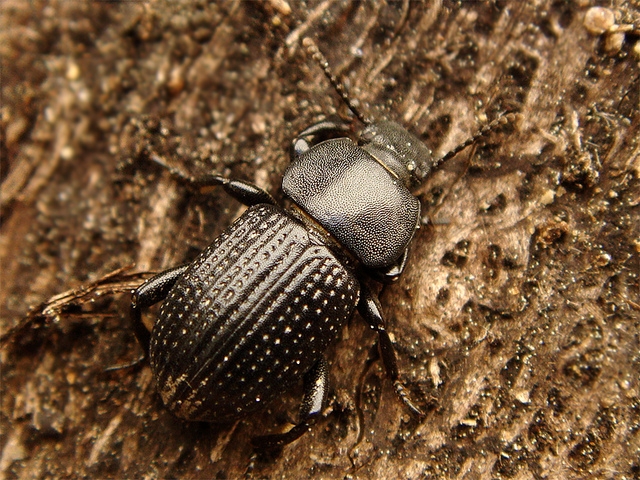
Imago w środowisku

Owad halobiontyczny (słonolubny), zamieszkujący suche, piaszczyste stanowiska, głównie na nadmorskich wydmach. Larwy żerują na zapiaszczonych szczątkach roślinnych. Przepoczwarczenie odbywa się w lipcu lub sierpniu. Postacie dorosłe występują przez cały rok i prowadzą skryty tryb życia, za dnia bytując w wierzchniej warstwie piaszczystej gleby, zwłaszcza wśród korzeni traw i bylic, a na powierzchnię wychodząc jedynie o zmierzchu i nocą.
Gatunek palearktyczny, znany z Portugalii, Hiszpanii, Wielkiej Brytanii, Francji, Belgii, Holandii, Luksemburga, Niemiec, Danii, Szwecji, Norwegii, Finlandii, Estonii, Łotwy, Litwy, Polski oraz północny europejskiej części Rosji.